# Moranila strigaster
Moranila strigaster är en stekelart som beskrevs av Berry 1995. Moranila strigaster ingår i släktet Moranila och familjen puppglanssteklar. Inga underarter finns listade i Catalogue of Life.